# Proagonistes leoninus
Proagonistes leoninus är en tvåvingeart som beskrevs av Stanley Willard Bromley 1930. Proagonistes leoninus ingår i släktet Proagonistes och familjen rovflugor.
Artens utbredningsområde är São Tomé. Inga underarter finns listade i Catalogue of Life.